# Mithila
Mithila (o Videha) fou un antic regne del nord de Bihar, en els que foren els districtes de Darbhanga, Champaran, i North Muzaffarpur, seu d'un centre d'ensenyament de sànscrit. És esmentat al Satapatha Brahmana. La capital estava a Janakpur, a Nepal i sembla que els seus límits van arribar en algun moment fins al riu Kosi així que va incloure també parts dels districtes de Purnea, Monghyr i Bhagalpur.

## Història
Segons la tradició, a la cort del rei Janaka hi havia mestres filòsofs i religiosos ja vers el 1000 aC. De la història antiga del regne gairebé no se'n sap res. Hauria existit fins al segle ix quan fou conquerit per la dinastia Pal de Magadha, i després dominada per Ballal Sen de Bengala poc després de pujar al tron el 1069. L'era Lakhsman o Laxman que va inaugurar per celebrar el naixement del seu fill (Laxman Sen) encara està en ús entre els pandits de Mithilanchal fins al dia d'avui. Mithilanchal fou conquerit temporalment per Muhammad-i-Bakhtyar Khalji el 1203. Nanya Deva va derrotar el darrer rei Sena Laxman Sen i va pujar al tron fundant la dinastia karnat que va tenir cinc reis. Nanya Deva, un notable expert en música, va tenir la seva primera capital a Simraun Garh (Birganj) i després de la conquesta de Mithilanchal la va traslladar a Kamaladitya Sthan (Kamladan); un altre poble, Andharatharhi, al districte de Madhubani, és també esmentat com capital dels karnats; en aquest poble hi ha unes setanta llacunes artificials.
El 1326 Firuz Shah Tughluk va atacar i conquerir la regió i el darrer rei dels karnat, Hari Singh Dev va fugir al Nepal. Sembla que l'anarquia va dominar durant 27 anys. Finalment el 1353 Firuz Shah Tughluk va nomenar governador-recaptador a Kameshwar Thakur amb títol de karad raja. Kameshwar Thakur havia estat el sacerdot reial de la cort del rei Hari Singh Dev i autor del Varna Ratnakar, la primera enciclopèdia en una llengua del nord de l'Índia, i era originari d'Oini, avui dia al districte de Samastipur, el qual va donar nom a la dinastia (dinastia Oinwar). Kameshwar no fou capaç de recaptar els impostos corresponents i fou destronat i posat al seu lloc el seu fill Bhogishwar Thakur. La dinastia va durar uns 200 anys, sota la línia local de bramans derivada de Kameshwar, els quals van patrocinar l'ensenyament i la poesia; entre els sobirans estava el famós Siva Singh, que va regnar quatre anys (1446-1450).
Un segle després, el 1556 la regió va passar a l'Imperi Mogol. Després d'uns anys d'anarquia Akbar va concedir diversos territoris a Mahesh Thakur, que va fundar la dinastia Khandwala Kul de Mithila, amb capital a Rajgram al districte de Madhubani; els seus descendents van eixamplar els seus dominis i foren coneguts com a rages de Darbhanga.
Els maithiles són avui dia una de les cinc classes dels bramans del nord, que tenen com a cap al maharajà de Darbhanga (vegeu Darbhanga Raj).

## Llista de reis

### Linía dels Janaks
- Nimi, fill del rei Ikshwaku i net de Manu
- Mithi, fundador de Mithila, primer rei
- Udavasu
- Nandivardhana
- Suketu
- Devarata
- Brihadvrata
- Mahavira
- Sudhriti
- Dristaketu
- Haryasva
- Maru
- Pratindhaka
- Kritiratha
- Devamidha
- Vibhuta
- Mahidhrata
- Kirtirata
- Mahorama
- Swarnorama
- Hrisvaroma
- Seeradhwaja, pare de Sita[1]
- Bhaanumaan
- Shatadyumn
- Shuchi
- Oorjnaamaa
- Kriti
- Anjan
- Kurujit
- Arishtnemi
- Shrutaayu
- Supaarshwa
- Srinjaya
- Kshemaavee
- Anenaa
- Bhaumarath
- Satyarath
- Upagu
- Upagupt
- Swaagat
- Swaanand
- Suvarchaa
- Supaarshwa
- Subhaash
- Sushrut
- Jaya
- Vijaya
- Rit
- Sunaya
- Veetahavya
- Dhriti
- Bahulaashwa
- Kriti o Kirti
- Acharyas

### Altres governs i dinasties
- Republic de Lichavis a Vaishali (segle VII aC)
- Magadha, segle VI aC
- Dinastia Shaishunag
- Dinastia Nanda
- Dinastia Maurya
- Dinastia Shunga o Sunga
- Dinastia Kanta
- Dinastia Gupta
- Dinastia Vardhana
- Jaywardhan Raja Salhesh segle vi, capital a Mahisautha-Sirha (Nepal), de malnom Shailesh (rei de les muntanyes)
- Dinastia Pal, amb capital a Balirajgarh (Districte de Babubarhi-Madhubani), entre els reis de la qual:
  - Gopala (750-770)
  - Dharmapala (770-810)
  - Devapala (810-850)
  - Shurapala/Mahendrapala (850 - 854)
  - Vigrahapala (854 - 855)
  - Narayanapala (855 - 908)
  - Rajyapala (908 - 940)
  - Gopala II (940-960)
  - Vigrahapala II (960 - 988)
  - Mahipala (988 - 1038)
  - Nayapala (1038 - 1055)
  - Vigrahapala III (1055 - 1070)
  - Mahipala II (1070 - 1075)
  - Shurapala II (1075 - 1077)
  - Ramapala (1077 - 1130)
  - Kumarapala (1130 - 1140)
  - Gopala III (1140 - 1144)
  - Madanapala (1144 - 1162)
  - Govindapala (1162 - 1174)
- Dinastia Sena
  - Hemanta Sen (1070-1096)
  - Vijay Sen (1096-1159)
  - Ballal Sen (1159 - 1179)
  - Lakshman Sen (1179 - 1206)
  - Vishvarup Sen (1206 - 1225)
  - Keshab Sen (1225-1230), derrotat per Nanya Deva

### Dinastia Karnat
- Nanya Dev
- Gang Dev
- Narshingh Dev
- Shakrasingh Dev
- Hari Singh Dev (patró de l'art i la literatura)

### Dinastia Oinwar
- Kameshwar Thakur 1353-?
- Bhogishwar Thakur
- Ganeshwar Singh ?- 1361
- Kirti Singh (mort sense fills)
- Bhavesh Thakur (Bhav Singh), fill jove de Kameshwar Thakur.
- Dev Singh ?-1446
- Shiv Singh 1446-1450 (proclamat independent; llavors fou atacat per Ibrahim Shah Tughluk i va morir en batalla)
- Padma Singh (germà)
- rani Bishwas Devi (esposa)
- Hari Singh (cosí de Padma Padma Singh)
- Nar Singh
- Dhir Singh (1459-1480)
- Bhairav Singh (1480-1515)
- Rambhadra Singh Dev
- Laxminath Singh De, darrer rei, atacat per Sikandar Lodhi va morir el 1526

### Període del 1526 a 1577
- Ala al-Din ibn Sikandar Lodi 1526-?
- Imperi Mogol entre 1526 i 1529
- Humayun 1529-1540
- Suris vers 1540-1556
- Akbar el Gran 1556-1577

### Dinastia Khandavala
- Raja Mahesh Thakur 1556-1558
- Raja Gopal Thakur (fill) 1558-1559
- Raja Parmaand Thakur (germà) 1559-1560
- Raja Subhankar Thakur (germà) 1560-1607
- Raja Purushottam Thakur (fill) 1607-1623
- Raja Narayan Thakur (germà) 1623-1642
- Raja Sundar Thakur (germà) 1642-1662
- Raja Mahinath Thakur (fill) 1662-1684
- Raja Nirpat Thakur (germà) 1684-1700
- Raja Raghu Singh (fill) 1700-1736
- Raja Bishnu Singh (fill) 1736-1740
- Raja Narendra Singh (germà) 1740-1760
- Raja Pratap Singh (adoptat, parent llunyà) 1760-1776,
- Raja Madho Singh (germà) 1776-1808
- Maharaja Chhtra Singh Bahadur 1808-1839 (va abdicar el 1839 i va morir poc després)
- Maharaja Rudra Singh Bahadur (fill) 1839-1850
- Maharaja Maheswar Singh Bahadur (fill) 1850-1860
- Maharaja Lachmeshwar Singh Bahadur (fill) 1860-1898 (major d'edat el 1880, + 17 de desembre de 1898)
- Maharajadhiraja Sir Rameshwar Singh Bahadur (germà) 1898-1929 (+ 3 de juliol de 1929)
- Maharajadhiraja Sir Kameshwar Singh Bahadur (fill) 1929-1962 (+ 8 de novembre de 1962)
- Maharajadhiraja Subeshwar Sing Bahadur (net de Rameshwar Singh) 1962-2006